# Kagarlyk (Meteorit)
Koordinaten: 49° 52′ 0″ N, 30° 50′ 0″ O
Der Meteorit Kagarlyk ist ein L6-Chondrit. Er fiel am 30. Juni 1908, einige Stunden nach dem Tunguska-Ereignis, nahe der namensgebenden Siedlung Kaharlyk (ukrainisch Кагарлик, russisch Кагарлык Kagarlyk), etwa 80 Kilometer südlich von Kiew.
Die gefundene Masse beträgt 1,886 Kilogramm.
Das Bestrahlungsalter von Kagarlyk wurde zu 16,2 Millionen Jahren bestimmt, was typisch für viele L-Chondrite ist. Abgesehen von der zeitlichen Nähe des Falles von Kagarlyk mit dem Tunguska-Ereignis ist es auch sonst ein eher typischer L-Chondrit. Es wird oft argumentiert, dass ein zufälliges zeitliches Zusammentreffen mit dem Tunguska-Ereignis unwahrscheinlich ist und deswegen ein Zusammenhang bestehen müsse.